# جو جيلجون
جو جيلجون (مواليد 9 مارس 1984) هو ممثل إنجليزي، أشتهر لدوره في مسلسل غير أكفاء، إميرديل، شارع كورونيشن وفيلم هذه هي إنجلترا.

## روابط خارجية
- جو جيلجون على موقع IMDb (الإنجليزية)
- جو جيلجون على موقع روتن توميتوز (الإنجليزية)
- جو جيلجون على موقع ألو سيني (الفرنسية)
- جو جيلجون على موقع أول موفي (الإنجليزية)
- جو جيلجون على موقع قاعدة بيانات الأفلام السويدية (السويدية)
- جو جيلجون على موقع ديسكوغز (الإنجليزية)
- جو جيلجون على موقع قاعدة بيانات الفيلم (الإنجليزية)
- جو جيلجون على موقع كينوبويسك (الروسية)